# Panaxia chosensis
Panaxia chosensis là một loài bướm đêm thuộc phân họ Arctiinae, họ Erebidae.